# The Woman in Black: Angel of Death
The Woman in Black: Angel of Death (ofwel The Woman in Black 2: Angel of Death) is een Britse horrorfilm uit 2015 onder regie van Tom Harper. De film is het vervolg op de film The Woman in Black uit 2012, naar een verhaal van Susan Hill.

## Verhaal
Door de bombardementen op Londen tijdens de Tweede Wereldoorlog ontvlucht lerares Eve Parkins met haar schoolkinderen de stad om veiliger onderkomen te zoeken op het platteland in het dorpje Crythin Gifford. Ze ontmoeten daar de piloot Harry Burnstow, die gestationeerd is op een vliegveld in de buurt van Crythin Gifford. Ze vinden onderkomen in Eel Marsh House, dat echter niet zo veilig blijkt te zijn als gedacht. Hun aankomst in het verlaten landhuis heeft een donkere kracht wakker gemaakt, de "vrouw in het zwart". Eve gaat samen met Harry op zoek naar het geheim van deze geest.

## Rolverdeling
| Acteur            | Personage          |
| ----------------- | ------------------ |
| Phoebe Fox        | Eva Parkins        |
| Jeremy Irvine     | Harry Burnstow     |
| Helen McCrory     | Jean Hogg          |
| Adrian Rawlins    | Dr. Rhodes         |
| Leanne Best       | The Woman in Black |
| Ned Dennehy       | Old Hermit Jacob   |
| Oaklee Pendergast | Edward             |
| Genelle Williams  | Alma Baker         |
| Leilah de Meza    | Ruby               |
| Claire Rafferty   | Clara              |
| Jude Wright       | Tom                |
| Amelia Pidgeon    | Joyce              |
| Pip Pearce        | James              |
| Alfie Simmons     | Alfie              |
| Casper Allpress   | Fraser             |

## Ontvangst
De film ontving overwegend negatieve tot matige kritieken zowel van critici als van de toeschouwers. De kritieken: "The Woman in Black 2: Angel of Death" is sfeervol en visueel scherp maar er is een tekort aan spanning en schrikmomenten.